# David Faitelson
David Moshé Faitelson Pulido, conocido como David Faitelson (en hebreo: דוד פייטלסון‎; Ascalón, Israel, 8 de noviembre de 1968), es un periodista deportivo mexicano nacido en Israel, que actualmente trabaja para la cadena de televisión Televisa.

## Vida personal
Su padre, un judío mexicano, había conocido a su madre, una cubana de religión católica y raíces españolas, en La Habana, donde se casaron. Debido al surgimiento de la Revolución cubana, su padre decidió volver a México con su esposa, pero al ser esta cubana, el ingreso les fue denegado. Su padre hizo entonces uso de la Ley del Retorno, que le correspondía como judío, y se mudó con su cónyuge no judía a Israel, en donde Faitelson nació y vivió hasta los ocho años cuando finalmente a su familia le fue permitido el ingreso a México.

## Carrera

### Imevisión y TV Azteca
Desde su lanzamiento, Faitelson participó en uno de los programas deportivos más respetados de México, titulado DeporTV, junto al polémico José Ramón Fernández. En su estancia en Imevisión y TV Azteca, trabajó en la cobertura de los mundiales de 1990, 1994, 1998, 2002 y 2006. David también cubrió todos los Juegos Olímpicos de 1988 hasta el 2008.

### ESPN
Después del Mundial 2006, algunos periodistas íconos comenzaron a cambiarse a televisoras exclusivamente deportivas, incluyendo Faitelson, José Ramón Fernández, Raúl Orvañanos, entre otros. David se integró al equipo de ESPN Deportes y ESPN Latinoamérica. Actualmente da cobertura al fútbol mexicano, al béisbol, las olimpiadas y muchos otros deportes, además de participar en los programas Raza Deportiva, Fútbol Picante, SportsCenter, Cronómetro, entre otros. Conocida como la Anti-Faitelsonmanía, muchos fanáticos centroamericanos han demostrado su disgusto hacia Faitelson, el cual ha comentado en ocasiones acerca del nivel de fútbol en países como Honduras, Guatemala, Costa Rica, Panamá y El Salvador. Desde 2023, Faitelson participa como comentarista invitado en el programa Tercer Grado Deportivo de Televisa.
También escribió un libro en el cual relata diversas experiencias que marcaron su vida y columnas que hacen revivir encuentros deportivos importantes como el Mundial de Corea-Japón 2002.